# Autotrofi

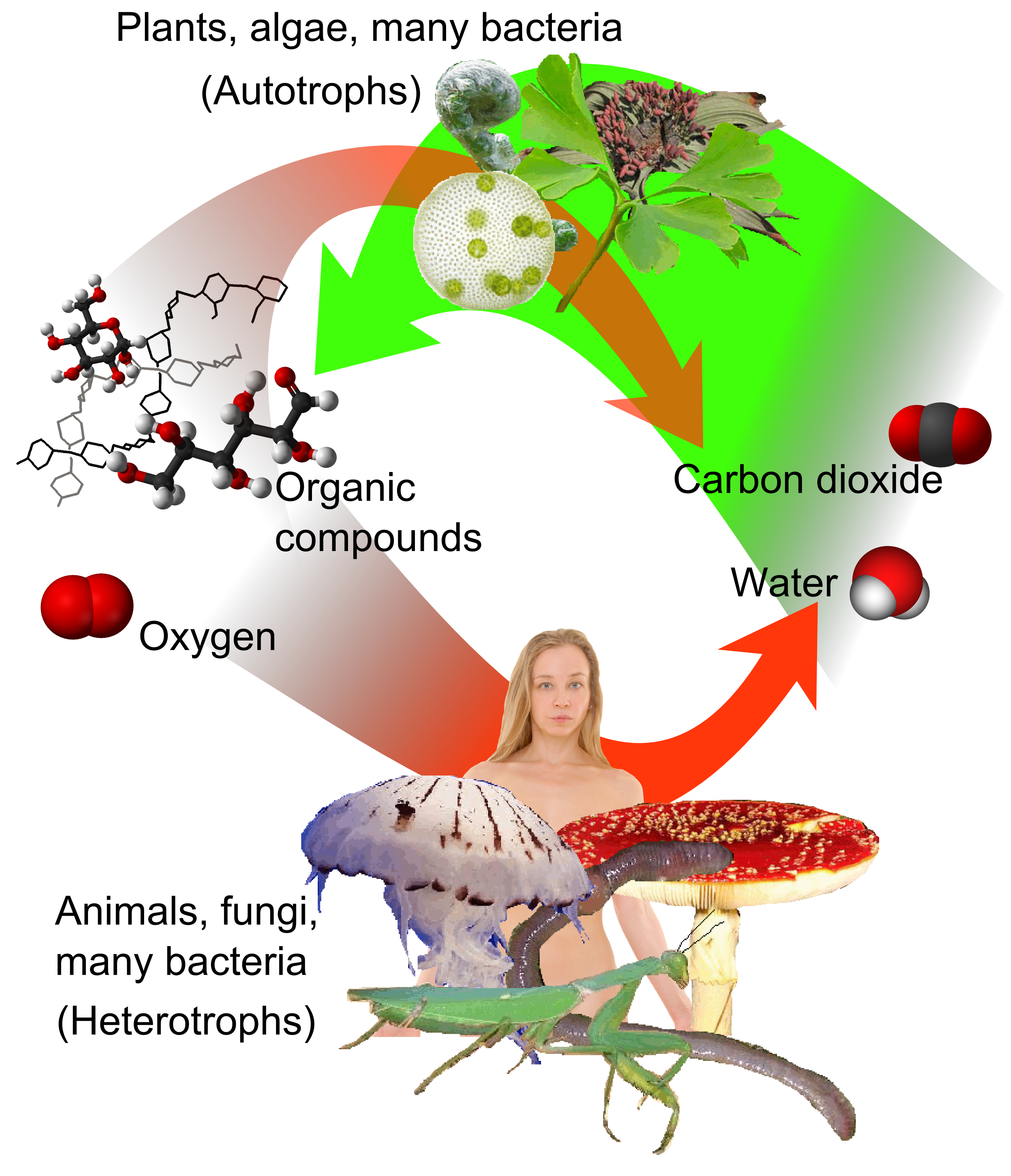
Översikt över cykeln mellan autotrofer och heterotrofer. Fotosyntes är det huvudsakliga sättet för växter, alger och många bakterier att producera organiska föreningar och syre från koldioxid och vatten (grön pil).

Autotrofi, eller producent är en benämning på självnärande organismer. Den kan antingen vara fotoautotrof, och således självnärande genom fotosyntes, eller kemoautotrof, då självnärande genom oxidation av oorganiska ämnen. Eftersom de själva skapar sin egen näring är de även producenter. Till autotrofer hör de flesta gröna växter, alger, flera grupper av bakterier och arkéer men inga djur eller svampar.
Primärproducenterna kan omvandla energin i ljuset (fototrof och fotoautotrof) eller energin i oorganiska kemiska föreningar (kemotrofer eller kemolitotrofer) för att bygga organiska molekyler, som vanligtvis ackumuleras i form av biomassa och kommer att användas som kol och energikälla av andra organismer (till exempel heterotrofer och mixotrofer). Fotoautotroferna är de huvudsakliga primära producenterna som omvandlar ljusets energi till kemisk energi genom fotosyntes och bygger slutligen organiska molekyler från koldioxid, en oorganisk kolkälla. Exempel på kemolitotrofer är några arkéer och bakterier (encelliga organismer) som producerar biomassa genom oxidation av oorganiska kemiska föreningar. Dessa organismer kallas kemoautotrofer och finns ofta i hydrotermiska öppningar i djuphavet. Primärproducenter är på den lägsta trofiska nivån och är en av anledningarna till att jorden kan upprätthålla liv.
De flesta kemoautotrofer är litotrofer som använder oorganiska elektrondonatorer som svavelväte, vätgas, elementärt svavel, ammonium och järnoxid som reduktionsmedel och vätekällor för biosyntes och kemisk energifrisättning. Autotrofer använder en del av ATP som produceras under fotosyntes eller oxidation av kemiska föreningar för att reducera NADP+ till NADPH för att bilda organiska föreningar.

## Historik
Termen autotrof myntades 1892 av den tyske botanikern Albert Bernhard Frank. Den kommer från det antika grekiska ordet τροφή (trophḗ), som betyder "näring" eller "mat". De första autotrofa organismerna utvecklades sannolikt tidigt i arkeikum men spred sig över jorden under perioden för den stora syreuppbyggnaden med en ökning av omfattningen för syrehaltig fotosyntes av cyanobakterier. Fotoautotrofer utvecklades från heterotrofa bakterier genom att utveckla fotosyntes. De tidigaste fotosyntetiska bakterierna använde svavelväte. På grund av bristen på svavelväte utvecklades vissa fotosyntetiska bakterier för att använda vatten i fotosyntesen, vilket ledde till cyanobakterier.

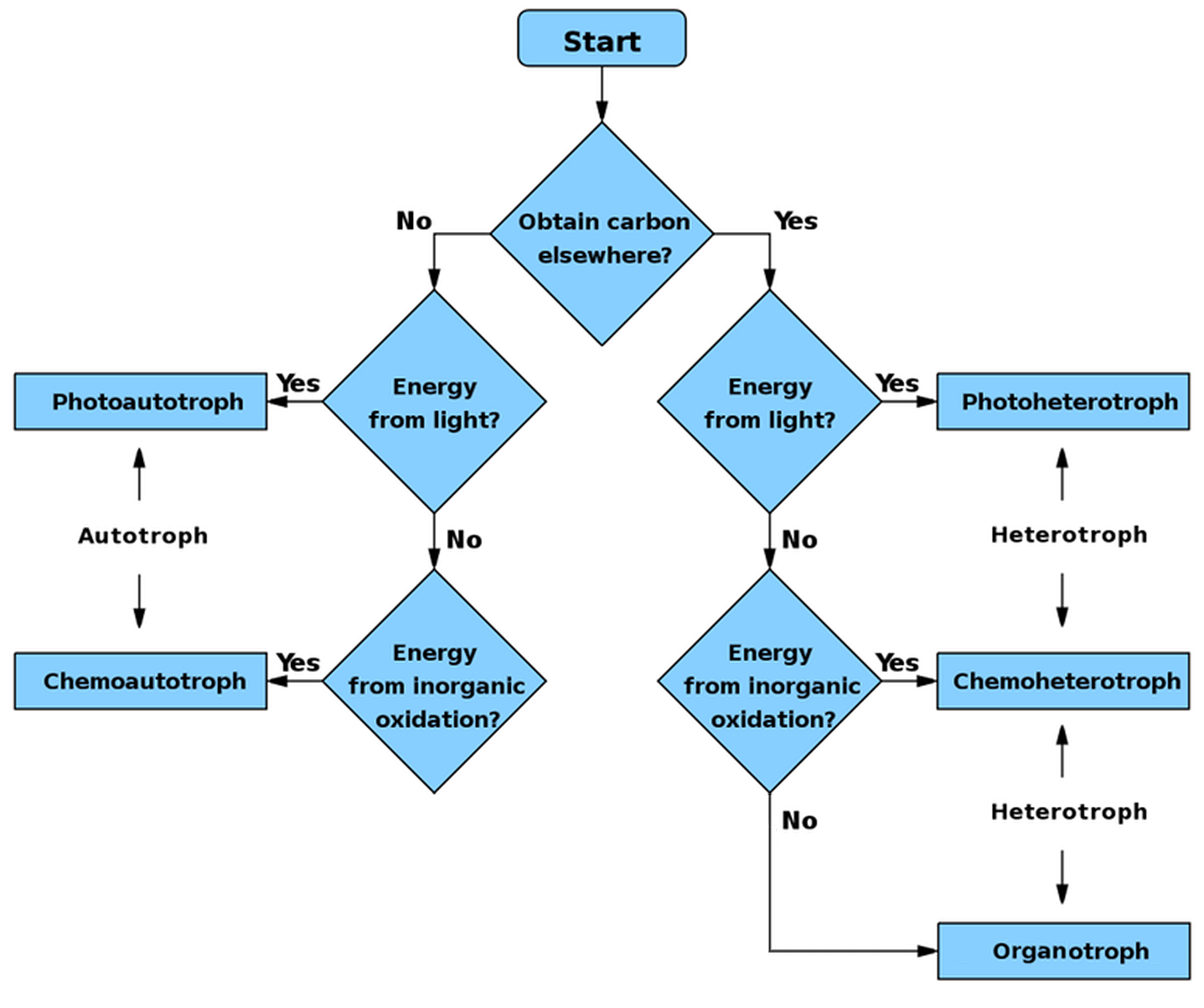
Flödesschema för att avgöra om en art är autotrof, heterotrof eller en undertyp

## Varianter
Vissa organismer förlitar sig på organiska föreningar som en källa till kol, men kan använda lätta eller oorganiska föreningar som en energikälla. Sådana organismer är mixotrofer. En organism som får kol från organiska föreningar men får energi från ljus kallas fotoheterotrof, medan en organism som får kol från organiska föreningar och energi från oxidation av oorganiska föreningar kallas en kemolitoheterotrof.
Bevis tyder på att vissa svampar också kan få energi från joniserande strålning: Sådana radiotrofa svampar hittades växande inuti en reaktor i kärnkraftverket i Tjernobyl.

## Exempel
Det finns många olika typer av autotrofer i jordens ekosystem. Lavar som finns i tundraklimat är ett exceptionellt exempel på en primärproducent som genom ömsesidig symbios kombinerar fotosyntes av alger (eller dessutom kvävefixering av cyanobakterier) med skyddet av en nedbrytande svamp. Dessutom använder växtliknande primärproducenter (träd, alger) solen som en form av energi och släpper ut den i luften för andra organismer. Det finns naturligtvis H2O-primärproducenter, som former av bakterier, och växtplankton. Eftersom det finns många exempel på primärproducenter är två dominerande typer koraller och en av de många typerna av brunalger, kelp.

## Fotosyntes
Brutto primärproduktion sker genom fotosyntes. Detta är också det huvudsakliga sättet som primärproducenter tar energi och producerar/släpper ut den i omgivningen. Växter, koraller, bakterier och alger gör detta. Under fotosyntesen tar primärproducenterna energi från solen och omvandlar den till energi, socker och syre. Primärproducenter behöver också någon annan energi för att omvandla samma energi, vilken de får från näringsämnen. En typ av näringsämnen är kväve.

## Ekologi

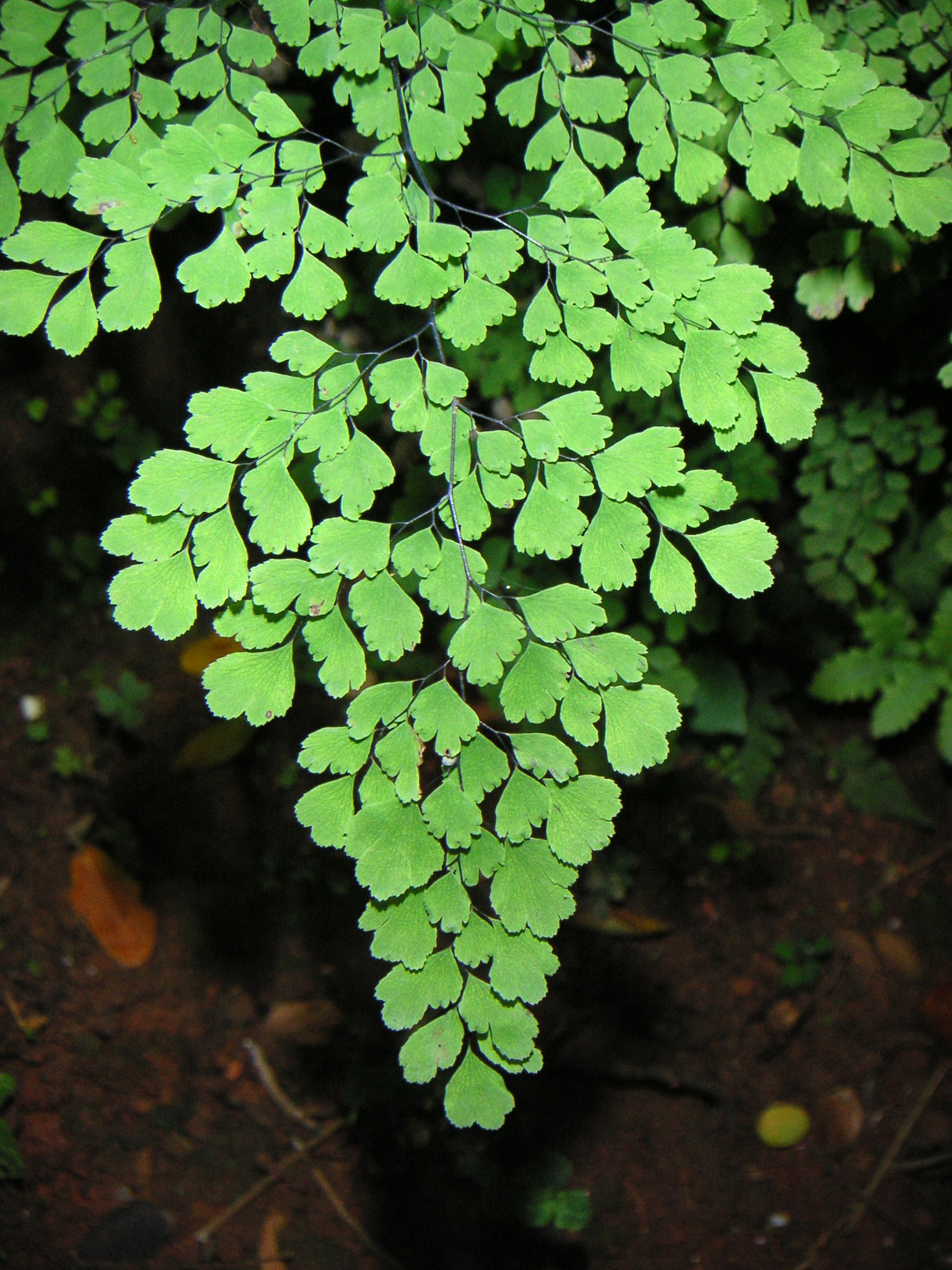
Gröna blad av en jungfruhårormbunke, en fotoautotrof

Utan primärproducenter, organismer som är kapabla att producera energi på egen hand, skulle jordens biologiska system inte kunna fortleva. Växter, tillsammans med andra primärproducenter, producerar den energi som andra levande arter förbrukar och syre som de andas. Man tror att de första organismerna på jorden var primärproducenter på havsbotten. 
Autotrofer är grundläggande för näringskedjorna i alla ekosystem. De tar energi från omgivningen i form av solljus eller oorganiska ämnen och använder den för att skapa bränslemolekyler som kolhydrater. Denna mekanism kallas primärproduktion. Andra organismer, kallade heterotrofer, tar in autotrofer som föda för att utföra funktioner som är nödvändiga för deras liv. Således är heterotrofer – alla djur, nästan alla svampar, såväl som de flesta bakterier och protozoer – beroende av autotrofer, eller primärproducenter, för de råvaror och bränsle de behöver. Heterotrofer får energi genom att bryta ner kolhydrater eller oxidera organiska molekyler (kolhydrater, fetter och proteiner) som erhålls i mat. Köttätande organismer förlitar sig indirekt på autotrofer, eftersom de näringsämnen som erhålls från deras heterotrofa bytesdjur kommer från autotrofer som de har konsumerat.
De flesta ekosystem stöds av den autotrofiska primärproduktionen av växter och cyanobakterier som fångar fotoner som initialt släpps ut av solen. Växter kan bara använda en bråkdel (ungefär 1 procent) av denna energi för fotosyntes. Processen för fotosyntes splittrar en vattenmolekyl (H2O), frigör syre (O2) i atmosfären och reducerar koldioxid (CO2) för att frigöra väteatomerna som driver den metaboliska processen för primärproduktion. Växter omvandlar och lagrar fotonens energi till kemiska bindningar av enkla sockerarter under fotosyntesen. Dessa växtsocker polymeriseras för lagring som långkedjiga kolhydrater, som andra sockerarter, stärkelse och cellulosa Glukos används också för att göra fetter och proteiner. När autotrofer äts av heterotrofer, det vill säga konsumenter som djur, blir kolhydraterna, fetterna och proteinerna i dem energikällor för heterotroferna. Proteiner kan framställas genom att använda nitrater, sulfater och fosfater från jorden.

### Primärproduktion i tropiska vattendrag
Vattenalger är en betydande bidragsgivare till näringsnät i tropiska floder och bäckar. Detta framgår av den nettoprimärproduktion, en grundläggande ekologisk process, som återspeglar mängden kol som syntetiseras inom ett ekosystem. Detta kol blir i slutändan tillgängligt för konsumenterna. Nettoprimärproduktion visar att inströms primärproduktion i tropiska regioner är åtminstone en storleksordning större än i liknande tempererade system.

## Autotrofers ursprung
Forskare tror att de första cellulära livsformerna inte var heterotrofer eftersom de skulle förlita sig på autotrofer då organiska substrat som levererades från rymden antingen var för heterogena för att stödja mikrobiell tillväxt eller för reducerade för att kunna fermenteras. Istället anser de att de första cellerna var autotrofer. Dessa autotrofer kan ha varit termofila och anaeroba kemolitoautotrofer som levde vid alkaliska hydrotermiska öppningar i djuphavet. Katalytiska Fe(Ni)S-mineraler i dessa miljöer har visat sig katalysera biomolekyler som RNA. Denna uppfattning stöds av fylogenetiska bevis eftersom fysiologin och livsmiljön för den sista universella gemensamma förfadern (LUCA) ansågs också ha varit en termofil anaerob med en Wood-Ljungdahl-väg, dess biokemi var fylld av FeS-kluster och radikala reaktionsmekanismer och var beroende av Fe, H2 och CO2. Den höga koncentrationen av K+ som finns i cytosolen hos de flesta livsformer tyder på att tidigt cellulärt liv hade Na+/H+-antiporter eller möjligen symporter. Autotrofer utvecklades möjligen till heterotrofer när de var vid låga H2-partialtryck där den första formen av heterotrofi sannolikt var purinfermentationer av aminosyra och klostridiumtyp och fotosyntes uppstod i närvaro av långvågigt geotermiskt ljus som emitterats av hydrotermiskt ljus. De första fotokemiskt aktiva pigmenten antas vara Zn-tetrapyrroler.